# Ulrike Rosenbach
Ulrike Rosenbach (ur. 29 grudnia 1943 w Bad Salzdetfurth) – niemiecka artystka multimedialna, performerka, pedagog.
W latach 1964–1969 studiowała rzeźbę w Kunstakademie w Düsseldorfie u Josepha Beuysa. Od 1972 tworzy projekty wideo. Realizuje pokazy performance, rejestruje je również w technice wideo (wideo-art). Tworzy instalacje, również z wykorzystaniem sprzętu wizyjnego i fotografii. Częstym tematem jej prac jest płeć, bierze udział w międzynarodowych wystawach sztuki kobiet.